# Sin-le-Noble
Sin-le-Noble è un comune francese di 16 466 abitanti situato nel dipartimento del Nord nella regione dell'Alta Francia.

## Storia

### Simboli
Lo stemma riproduce il blasone della famiglia d'Aoust de Jumelles, originaria di Vimeu. La città di Jumel, nel dipartimento della Somme, ha adottato lo stesso emblema poiché sia la signoria di Sin-le-Noble che quella di Jumel nel 1626 furono affidate, da parte del governo dei Paesi Bassi spagnoli, a messer Michel d'Aoust de Jumelles, cavaliere e prevosto di Cambrai. Anche il comune di Oust-Marest ha ripreso lo stemma della famiglia d'Aoust, ma con smalti diversi.

## Società

### Evoluzione demografica
Abitanti censiti

## Amministrazione

### Gemellaggi
- Cecina